# Alberto Rossi (militare)
Alberto Rossi (Milano, 1915 – Campagna italiana di Russia, 16 dicembre 1942) è stato un militare italiano insignito della medaglia d'oro al valor militare alla memoria nel corso della seconda guerra mondiale.

## Biografia
Nacque a Milano nel 1915, figlio di Andrea e Antonia Schenido. 
Conseguito il diploma di ragioniere a Milano, nel 1936 venne arruolato nel Regio Esercito ed assegnato al 17º Reggimento artiglieria divisionale. Ammesso l'anno successivo a frequentare il Corso allievi ufficiali a Spoleto, nel dicembre 1937 venne nominato sottotenente di complemento dell'arma di fanteria. Assegnato al 2º Reggimento "Granatieri di Sardegna" per il servizio di prima nomina, fu posto in congedo nell'agosto 1938. Dopo un breve periodo di richiamo trascorso dal marzo al settembre 1940 presso il 24º Reggimento fanteria "Como", rientrò in servizio al 2º Reggimento "Granatieri di Sardegna" nel febbraio 1942. Desideroso di partecipare attivamente alle operazioni di guerra, chiese, ed ottenne, il trasferimento nella nuova specialità guastatori e, frequentato l'apposito corso a Civitavecchia, fu aggregato alla 2ª Compagnia complementi guastatori del 38º Reggimento fanteria "Ravenna", destinata a raggiungere il fronte russo. Promosso tenente, fu poi assegnato al XV Battaglione guastatori del XXXV Corpo d'armata. Cadde in combattimento il 16 dicembre 1942, e fu insignito della medaglia d'oro al valor militare alla memoria.